# Wayne County (Utah)

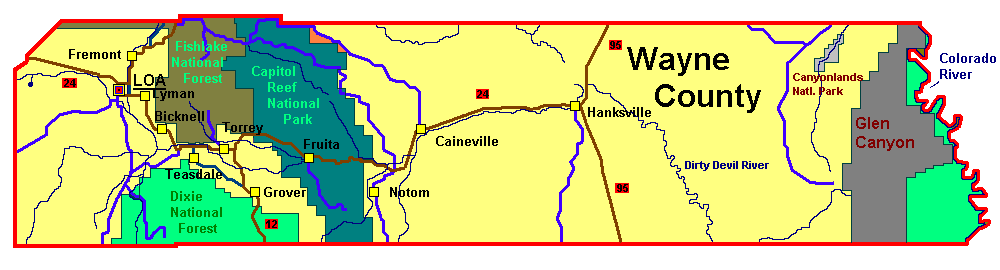
Karte

Wayne County ist ein County im Bundesstaat Utah der Vereinigten Staaten. Das U.S. Census Bureau hat bei der Volkszählung 2020 eine Einwohnerzahl von 2.486 ermittelt. Der Sitz der Countyverwaltung (County Seat) ist Loa. Das County gehört zu den am dünnsten besiedelten Regionen der Vereinigten Staaten außerhalb Alaskas, was vorwiegend am Wüsten- und Halbwüstencharakter großer Teile des Gebietes liegt.

## Geographie
Wayne County hat eine Fläche von 6388 Quadratkilometern, davon sind 16 Quadratkilometer Wasserfläche. Es grenzt im Uhrzeigersinn an die Countys: Emery County, San Juan County, Garfield County, Piute County und Sevier County.
Der Green River bildet die östliche Grenze zum San Juan County. Weitere Flüsse sind der Dirty Devil River und sein Zufluss Fremont River. Thousand Lake Mountains liegt im nordwestlichen Teil. Dieses Gebiet wird hauptsächlich für Landwirtschaft, Reiten, Fischen, Wandern und die Jagd benutzt.
Im County liegen der The Maze genannte Teil des Canyonlands-Nationalparks, Teile des Glen Canyon National Recreation Area und des Capitol-Reef-Nationalparks. Außerdem liegen Teile des Dixie National Forest und des Fishlake National Forest im Gebiet.

## Geschichte
Wayne County wurde im Jahre 1892 gegründet. Die Herkunft des Namens ist nicht genau geklärt. Zwei bekannte Möglichkeiten der Namensgebung sind vorhanden; nach Wayne Robinson oder dem General Anthony Wayne im Amerikanischen Revolutionskrieg (1755–1783).

## Verkehr
Es gibt keine größeren Straßen im County. Die Utah State Route 24 erschließt die westliche Hälfte, von ihr zweigen die Utah State Route 12 und Utah State Route 95 nach Süden ab. Der Osten ist nicht durch Straßen erschlossen und weitgehend nur mit Allrad-Fahrzeugen erreichbar.

## Demografische Daten

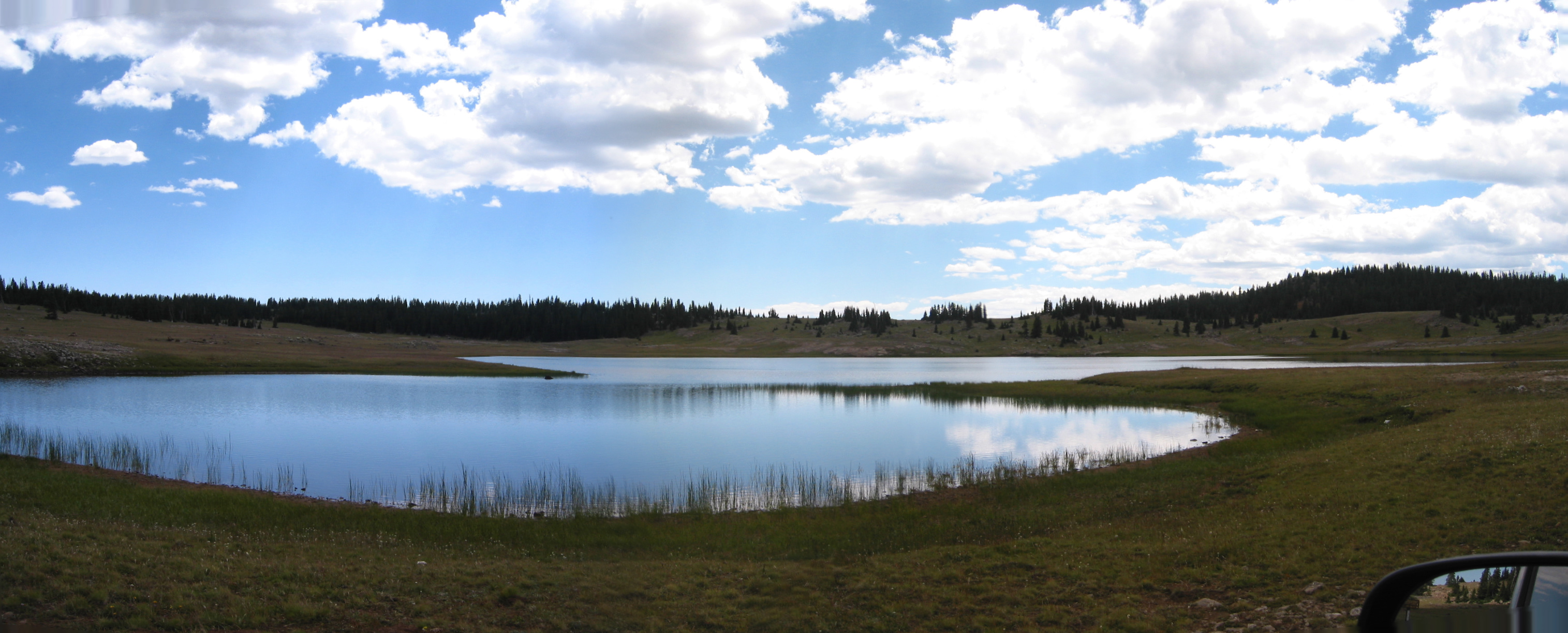
Der Boulder Mountain Lake

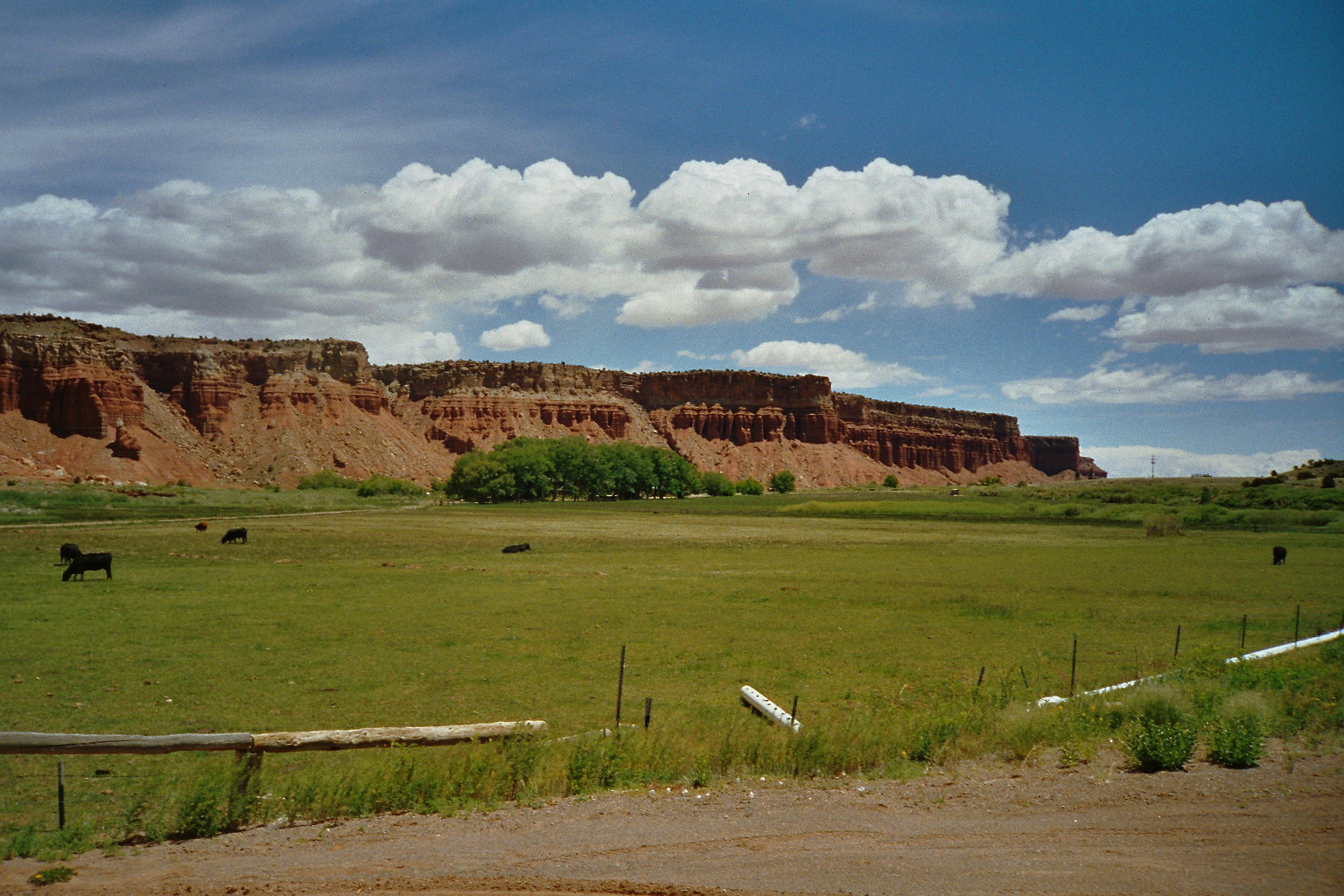
Gebiet um Lake Mountain (Stateroute 24E)

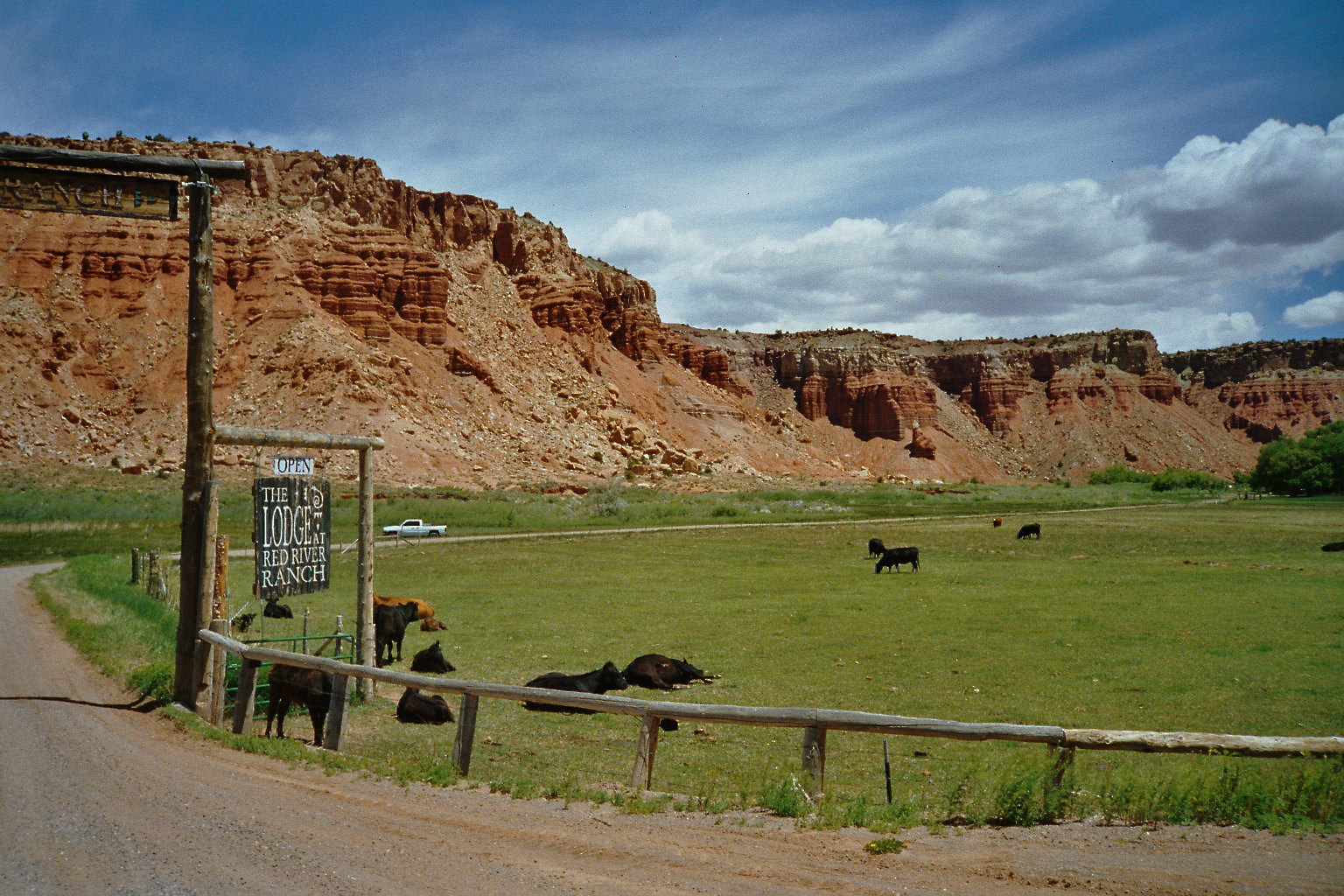
Eine Ranch zwischen Lyman und Bicknell (SR24E)

Nach der Volkszählung im Jahr 2000 lebten im Wayne County 2509 Menschen. Es gab 890 Haushalte und 669 Familien. Die Bevölkerungsdichte betrug weniger als 1 Einwohner pro Quadratkilometer. Ethnisch betrachtet setzte sich die Bevölkerung zusammen aus 97,29 % Weißen, 0,16 % Afroamerikanern, 0,36 % amerikanischen Ureinwohnern, 0,08 % Asiaten, 0,16 % Bewohnern aus dem pazifischen Inselraum und 1,24 % aus anderen ethnischen Gruppen; 0,72 % stammten von zwei oder mehr ethnischen Gruppen ab. 1,99 % der Bevölkerung waren spanischer oder lateinamerikanischer Abstammung.
Von den 890 Haushalten hatten 36,20 % Kinder und Jugendliche unter 18 Jahre, die bei ihnen lebten. 66,50 % waren verheiratete, zusammenlebende Paare, 5,30 % waren allein erziehende Mütter. 24,80 % waren keine Familien. 21,50 % waren Singlehaushalte und in 9,60 % lebten Menschen im Alter von 65 Jahren oder darüber. Die Durchschnittshaushaltsgröße betrug 2,81 und die durchschnittliche Familiengröße lag bei 3,31 Personen.
Auf das gesamte County bezogen setzte sich die Bevölkerung zusammen aus 32,40 % Einwohnern unter 18 Jahren, 8,10 % zwischen 18 und 24 Jahren, 22,50 % zwischen 25 und 44 Jahren, 22,60 % zwischen 45 und 64 Jahren und 14,40 % waren 65 Jahre alt oder darüber. Das Durchschnittsalter betrug 34 Jahre. Auf 100 weibliche Personen kamen 103,50 männliche Personen, auf 100 Frauen im Alter ab 18 Jahren kamen statistisch 103,50 Männer.
Das jährliche Durchschnittseinkommen eines Haushalts betrug 32.000 USD, das Durchschnittseinkommen der Familien betrug 36.940 USD. Männer hatten ein Durchschnittseinkommen von 26.645 USD, Frauen 20.000 USD. Das Prokopfeinkommen betrug 15.392 USD. 15,40 % der Bevölkerung und 12,70 % der Familien lebten unterhalb der Armutsgrenze. 22,10 % davon waren unter 18 Jahre und 8,20 % waren 65 Jahre oder älter.

## Städte und Orte
- Bicknell
- Caineville
- Fremont
- Fruita (Geisterstadt)
- Grover
- Hanksville
- Loa
- Lyman
- Notom
- Teasdale
- Torrey